# Emilio Graterón
Emilio Graterón Colmenares (Maracaibo, estado Zulia, Venezuela) es un abogado y político venezolano. Fue alcalde del Municipio Chacao desde 2008 hasta 2013 y fue Coordinador Político Nacional de Voluntad Popular.

## Biografía

### Estudios
Realizó estudios de derecho en la Universidad Católica Andrés Bello (UCAB), un Curso Avanzado de Filosofía en el Centro Universitario Monteávila, ubicado en Caracas, cursó un Diplomado en Derechos Humanos, también en la UCAB, y posee un título de Negociador certificado por CIC Cambridge en el Modelo de Negociación en la estadounidense Universidad de Harvard. Además, tiene un máster en Asesoramiento de Imagen y Consultoría Política MAICOP de la Universidad de Salamanca (España). La Ecole Superieure Internationale de Bruxelles le concedió el doctorado honoris causa por el diseño del sistema de cultura de paz escolar, por los «Acuerdos de Convivencia», y por su contribución al trabajo en materia de conciliación y mediación.

### Actividad institucional
Fue asistente al Consultor Jurídico del Consejo de la Judicatura en Venezuela, dentro del marco del Proyecto de Reforma del Poder Judicial del Banco Mundial. Fue promotor de la Ley de Justicia de Paz, líder en la organización de elecciones de los jueces de paz, de su formación y entrenamiento en Venezuela, hasta el año 2006. Creador del Sistema de Justicia Municipal y de programas sociales exitosos como los «Acuerdos de Convivencia» y el «Contrato Social del Barrio». Colaborador en la redacción de la Ley Orgánica para la Protección de los Niños, Niñas y Adolescentes; en la creación del sistema de protección de los niños, niñas y adolescentes. Además, fue fundador de Defensorías del Niño, Niña y Adolescente en Venezuela. Fue consultor, asesor, abogado, jefe de división y Director, en la Alcaldía de Chacao, en Caracas, Venezuela.
En 2013, la Oficina de las Naciones Unidas para la Reducción del Riesgo de Desastres le hizo entrega del galardón Champion Leader.Trabajó como Consultor para la UNSDR de Naciones Unidas. Actualmente, es consultor, vocero y conferencista sobre Resiliencia en Ciudades y Comunidades. Continúa su trabajo en comunidades promoviendo la cultura de paz con la Fundación MADIBA.

## Carrera política

### Concejal del Municipio Chacao (2005 - 2008)
Ingresó en el partido Primero Justicia, y en los comicios municipales y parroquiales de agosto de 2005, fue elegido concejal del municipio Chacao, del estado Miranda. Posteriormente, formó parte de un grupo disidente de Primero Justicia, encabezado por Leopoldo López y Gerardo Blyde, que se desprendió del partido.

### Alcalde de Chacao (2008 - 2013)
En las elecciones regionales de noviembre de 2008, renunció a su cargo de concejal para aspirar al puesto de alcalde de Chacao; sin embargo, decidió lanzarse como independiente, contando con el apoyo de varias agrupaciones vecinales y políticas, como: Bandera Roja, MAS, Acción Democrática y COPEI. Finalmente, obtuvo la victoria con el 47,54 % de los votos, venciendo al aspirante de Primero Justicia, Ramón Muchacho, al progubernamental Wilians Torrez, del Partido Socialista Unido de Venezuela, y a Liliana Hernández de UNT. Graterón tomó posesión en diciembre siguiente, estando en el cargo hasta 2013. 
|  | 47,54% |

|  | 27,23% |

|  | 25,19% |

### Actividad posterior
Participó en las conformación del partido Voluntad Popular, del cual llegó a ser miembro de su Dirección Nacional y Coordinador Político (2019-2022), logrando la aprobación de sus estatutos actualizados, liderando la participación en la Consulta Popular de 2020, la participación del partido en las elecciones regionales del 21 de noviembre de 2021, y de la celebración de su segundo proceso de legitimación de autoridades, en 2022. 
Se desempeñó como actor determinante en la conformación inicial de la Plataforma Unitaria de Venezuela y en la construcción de acuerdos para crear las condiciones para el inicio de las negociaciones entre dicha instancia y el gobierno nacional de Venezuela, con motivo del acercamiento de la celebración de elecciones presidenciales en el país. Sin embargo, en abril de 2023, abandona las filas de Voluntad Popular, de cara a las elecciones presidenciales de 2024 para apoyar a Benjamín Rausseo. Después de las elecciones primarias , se declara independiente.